# Communauté de communes Chambaran Vinay Vercors
La communauté de communes Chambaran Vinay Vercors est une ancienne communauté de communes française, située dans le département de l'Isère et la région Auvergne-Rhône-Alpes.

## Composition
La communauté de communes regroupe 20 communes du Pays du Sud-Grésivaudan :
| Nom                     | Code Insee | Gentilé           | Superficie (km2) | Population (dernière pop. légale) | Densité (hab./km2) |
| ----------------------- | ---------- | ----------------- | ---------------- | --------------------------------- | ------------------ |
| Vinay (siège)           | 38559      | Vinaitiers        | 16,01            | 4 131 (2014)                      | 258                |
| L'Albenc                | 38004      | Albinois          | 9,86             | 1 149 (2014)                      | 117                |
| Beaulieu                | 38033      | Beaulieurains     | 8,79             | 625 (2014)                        | 71                 |
| Chantesse               | 38074      | Chantessois       | 5,83             | 317 (2014)                        | 54                 |
| Chasselay               | 38086      | Chasselois        | 9,45             | 421 (2014)                        | 45                 |
| Cognin-les-Gorges       | 38117      | Cognards          | 12,52            | 642 (2014)                        | 51                 |
| Cras                    | 38137      | Crasois           | 5,43             | 453 (2014)                        | 83                 |
| Malleval-en-Vercors     | 38216      | Mallevalois       | 14,10            | 52 (2014)                         | 3,7                |
| Montaud                 | 38248      | Montaudains       | 14,59            | 537 (2014)                        | 37                 |
| Morette                 | 38263      | Morettins         | 6,27             | 410 (2014)                        | 65                 |
| Notre-Dame-de-l'Osier   | 38278      | Osierins          | 8,38             | 470 (2014)                        | 56                 |
| Poliénas                | 38310      | Poliénois         | 14,03            | 1 124 (2014)                      | 80                 |
| Quincieu                | 38330      | Quincerots        | 4,75             | 104 (2014)                        | 22                 |
| La Rivière              | 38338      | Riverains         | 18,45            | 781 (2014)                        | 42                 |
| Rovon                   | 38345      | Rovonnais         | 11,82            | 604 (2014)                        | 51                 |
| Saint-Gervais           | 38390      | Saint-Gervaisiens | 13,15            | 558 (2014)                        | 42                 |
| Saint-Quentin-sur-Isère | 38450      | Saint-Quentinois  | 19,45            | 1 368 (2014)                      | 70                 |
| Serre-Nerpol            | 38275      | Serre-Nerpolains  | 13,16            | 293 (2014)                        | 22                 |
| Varacieux               | 38523      | Varaciens         | 18,48            | 877 (2014)                        | 47                 |
| Vatilieu                | 38526      | Vatilieurois      | 9,22             | 371 (2014)                        | 40                 |

## Démographie
| 2010   | 2013   |
| ------ | ------ |
| 14 893 | 15 089 |

## Historique
Elle a été créée le 1er janvier 2013, par la fusion de la Communauté de communes de Vinay et de la Communauté de communes de Vercors Isère.
Le 1er janvier 2017, la communauté de communes du Sud Grésivaudan (nom provisoire, avec comme nom de marque Saint-Marcellin Vercors Isère) est créée issue de la fusion avec les communautés de communes de la Bourne à l'Isère et du pays de Saint-Marcellin.

### Sources
- Le SPLAF